# Ghulam Sideer
Ghulam Sideer (ur. w 1943) – afgański zapaśnik, olimpijczyk.
Reprezentował Afganistan na Letnich Igrzyskach Olimpijskich 1972, które odbyły się w Monachium.